# Vérédiana Mukagatare

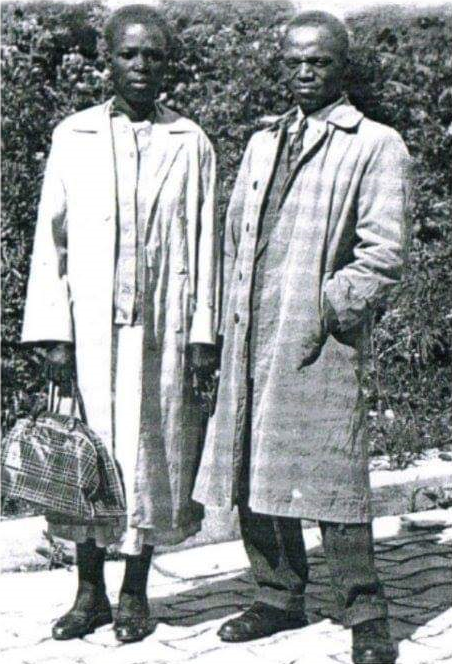
Vérédiana Mukagatare (da esquerda) ao lado de seu marido Grégoire Kayibanda.

Vérédiana Mukagatare, nascida Mukagatare (morta em dezembro de 1976) foi a Primeira Dama e esposa do ex-presidente da Ruanda, Grégoire Kayibanda, sendo a primeira dama do primeiro presidente eleito democraticamente do governo republicano ruandês de 1962 até 1973. Vinda de uma família com ancestralidade mestiça de Hutu com Tuás, ela passou grande parte de sua vida sendo uma aia em sua tribo nativa, após ter chegado a idade de casamento, sua família arranjou um casamento arranjado com o ativista Ruandês Grégoire Kayibanda. Durante o mandato presidencial de seu marido, Vérédiana escondeu sua ancestralidade mestiça e seu marido lhe arranjou documentos que comprovavam que ela era de sangue Hutu puro para não lhe causar nenhum problema ou escândalo politico. Em 5 de julho de 1973, o major-general Juvénal Habyarimana, que era Ministro da Defesa e também era primo de seu marido Grégoire Kayibanda, depôs o presidente num golpe militar, sendo esposa de Grégoire, ela e seu marido foram colocados em prisão domiciliar por 3 anos. Nesses 3 anos se foi relatado que o tratamento que recebeu junto a seu marido foi deplorável, especialmente após terem descoberto sua ancestralidade mestiça, da qual foi motivo de risada para os oficiais ruandeses que mantinham presa. Vérédiana faleceu em algum momento de dezembro de 1976 no período da madrugada, dias após sua morte seu marido seguiu junto, ambos pereceram à fome de acordo com as autoridades da Ruanda.